# Allueva
Allueva è un comune spagnolo di 29 abitanti situato nella comunità autonoma dell'Aragona.